# کیسوکه هارادا
کیسوکه هارادا (انگلیسی: Keisuke Harada؛ زادهٔ ۱۱ ژوئن ۱۹۸۸) بازیکن فوتبال اهل ژاپن است.
از باشگاه‌هایی که در آن بازی کرده‌است می‌توان به باشگاه ورزشی توچیگی اشاره کرد.